# Salva Sevilla
Salvador Sevilla López (* 18. März 1984 in Berja) ist ein spanischer Fußballspieler, welcher aktuell bei Deportivo La Coruña unter Vertrag steht.

## Karriere
Sevilla begann seine Karriere bei Polideportivo Ejido. 2004 wechselte er zu Atlético Madrid B. 2005 wechselte er zum Reserveteam des FC Sevilla. Nach dem Aufstieg der Zweitmannschaft in die zweite Liga 2007 gab er sein Debüt in der Spielklasse am 8. Spieltag der Saison 2007/08 gegen die UD Las Palmas. 2008 wechselte er zum Ligakonkurrenten UD Salamanca. 2010 wechselte er zum Ligakonkurrenten Betis Sevilla, mit dem er 2011 den Aufstieg in die erste Liga feiern konnte. Sein Erstligadebüt gab er am 2. Spieltag der Saison 2011/12 gegen den FC Granada. 2013 konnte er sich mit Betis sogar für die Europa League qualifizieren. In dieser Europa-League-Saison stieg Betis überraschend ab und daher wechselte Sevilla zum Erstligisten Espanyol Barcelona. Nach drei Jahren in Barcelona schloss sich der Spieler im August 2017 dem RCD Mallorca an. Im Sommer 2022 wechselte er zu Deportivo Alavés. Ein Jahr später zog er weiter zu Deportivo La Coruña.

## Privates
Salva Sevillas älterer Bruder José (* 1973) war ebenfalls Fußballspieler und ist heute Fußballtrainer.